# Dzingszanozaur
Dzingszanozaur (Jingshanosaurus) – rodzaj zauropodomorfa z grupy prozauropodów (Prosauropoda).
Żył w okresie wczesnej jury (ok. 199–189 mln lat temu) na terenach wschodniej Azji. Długość ciała ok. 5–7,5 m. Jego szczątki znaleziono w Chinach (w prowincji Junnan).